# Magazine UX
Magazine UX — пользовательский интерфейс, разработанный компанией Samsung и пришедший в начале 2014 года на смену TouchWiz для планшетных устройств с сенсорными экранами и операционными системами Android. По внешнему виду он очень напоминает плиточный стол Metro UI операционной системы Windows 8. По этой причине компания Google сделала замечание компании Samsung, за столом переговоров, попросив в дальнейшем побольше придерживаться исходного оформления платформы Android. Старые версии виджетов приложений Google Play несовместимы с этим интерфейсом — на рабочий стол добавляются только ярлыки приложений. Для их динамического отображения в этой оболочке приспособлено пока только некоторое программное обеспечение, скачиваемое в магазине Samsung Apps.

## Где применяется
- Samsung Galaxy Note PRO 12.2
- Samsung Galaxy Tab PRO 12.2
- Samsung Galaxy Tab PRO 10.1
- Samsung Galaxy Tab PRO 8.4